# Гришко Петро Артемович
Петро Гришко Артемович — радянський ветеран німецько-радянської війни, останній ветаран який жив у Великій Димерці.

## Життєпис
Петро Артемович народився у Великій Димерці і прожив все життя на одній вулиці, що нині носить назву Покровської. У 1934 році він закінчив 4 класи місцевої школи. До лав Радянської Армії його призвали в квітні 1944 року, військову присягу прийняв 1 травня 1944-го, демобілізований 1 грудня 1946 року.
Петро Гришко визволяв Чехословаччину, дійшов до Берліна.
22 червня 2021 року Петру Артемовичу вручили пам’ятну медаль на 75-річчя закінчення Другої світової війни. Міністр оборони Чеської республіки підписав наказ про відзначення цією нагородою всіх військових ветеранів, які брали участь у визволенні Чехословаччини від німецьких нацистів. Серед 144-х мешканців України було і прізвище Петра Гришка.
Доля його вберігала його протягом життя і ніби готувала до довголіття. Ще в дитинстві Петро Артемович мало не потонув. Під час війни його, артилериста протитанкової артилерії, поранило осколками в ногу і голову.
Одного разу на фронті тільки випадок уберіг Петра Артемовича від загибелі. Як розповів довгожитель, сіли обідати, а він не міг знайти ложку – десь загубив. Лише відійшов на кілька десятків метрів, щоб вирізати з гілки дерев’яну ложку, як на місце обіду впала міна. Його товариш загинув.
Після демобілізації Петру Артемовичу довго не давали забути армійські будні –  старшину запасу регулярно брали на перепідготовку.
Працював ветеран все життя фактично на одному місці – у київському підприємстві «Будіндустрія». Любив компанії, добре співав, теплі стосунки зберігав із дружиною Марією, нині покійною. Ростив двох дітей, дочекався онуків. А ще в Петра Артемовича – п’ять правнуків. Правнучка працює лікарем у Німеччині, і завдяки її активності знають про знаменитого прадіда і там.